# Trackinsight
Trackinsight est un service en ligne d'analyse de fonds négociés en bourse lancé en 2014 par Koris International.
La plateforme fournit des outils de comparaison sur des fonds négociés en bourse distribués en Europe, en Amérique du Nord et en Asie.
Le 17 octobre 2016, Trackinsight a complété une levée de fonds de 2,5 millions € auprès de NewAlpha Asset Management et de Aviva.

## Identité visuelle

Ancien logo.
Logo actuel.